# Konzentrationslager Soluch

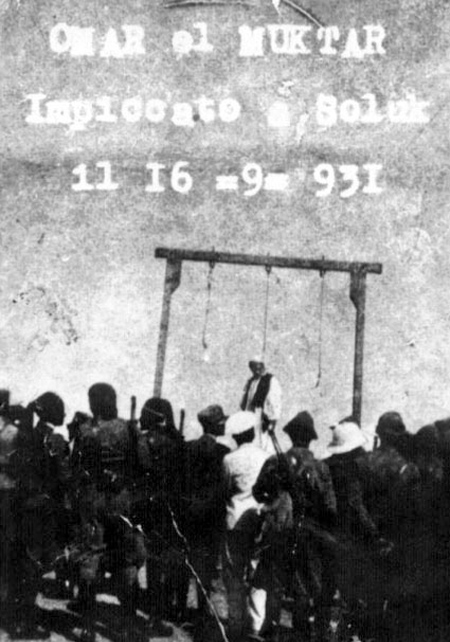
Hinrichtung von Umar al-Muchtar in Soluch, 1931

Das Konzentrationslager Soluch war ein italienisches Konzentrationslager bei Sulūq im damaligen Italienisch-Libyen. Es wurde im Oktober 1930 errichtet, um wie weitere Lager die während des Zweiten Italienisch-Libyschen Kriegs unterworfenen und deportierten Bevölkerungsteile zu internieren und den Aufstand der Sanūsīya der Cyrenaika unter ihrem Anführer Umar al-Muchtar zu bekämpfen. In dem Lager waren etwa 20.000 Menschen interniert und es starben etwa 5.500 an den Folgen der schlechten Versorgung, der Folter, der schlechten hygienischen Bedingungen oder durch Exekutionen. Die Bewachungsmannschaft des Lagers bestand aus Esercito, Carabinieri, eritreischen Askari und einheimischen Kolonialpolizisten.
Der Anführer der Aufständischen, Umar al-Muchtar, wurde 1931 gefangen genommen, zum Tode verurteilt und im Konzentrationslager Soluch vor 20.000 Libyern erhängt.